# Alt-J
∆ (vyslovováno jako Alt-J) je britský indie rockový kvartet, který vznikl v roce 2007. Jejich debutové album s názvem An Awesome Wave vyšlo v květnu roku 2012 v Evropě a v září 2012 v USA. Toto album vyhrálo v roce 2012 cenu Mercury Prize za nejlepší britské album.

## Zázemí kapely

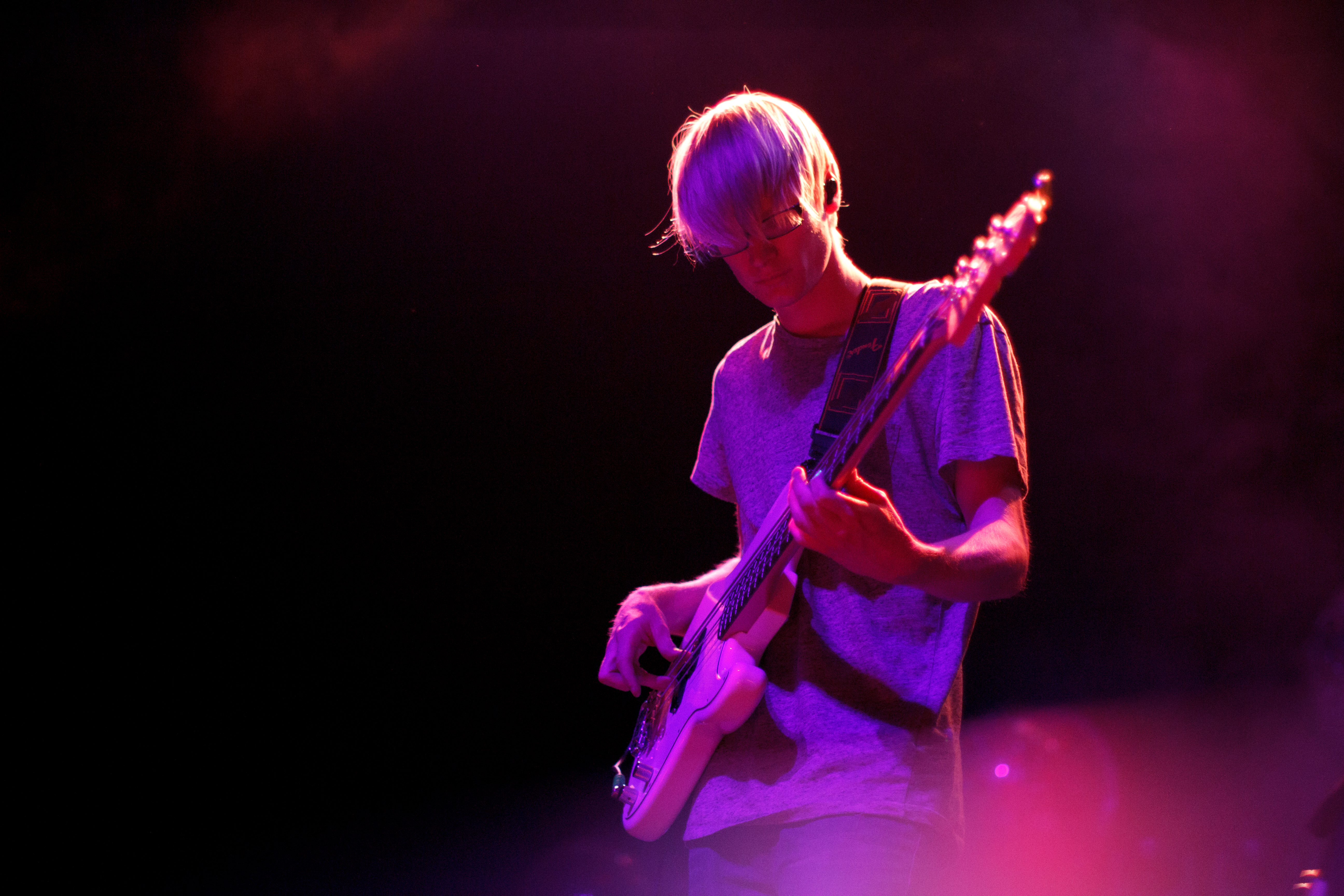
Gwil Sainsbury v roce 2012

Skupina Alt-J se dala dohromady poté, co se Gwil Sainsbury (kytara/basová kytara), Joe Newman (kytara/zpěv), Gus Unger-Hamilton (klávesy) a Thom Green (bubny) potkali na univerzitě v Leedsu v roce 2007.
Gus zde studoval anglickou literaturu, zbylí členové společně studovali výtvarné umění. Během druhého roku studia ukázal Joe Gwilovi několik svých skladeb (inspirovaných drogami a jeho, na kytaru hrajícím, otcem), načež začali nahrávat písně na chodbách univerzity. Nezvyklý zvuk kapely vychází z faktu, že kvůli životu na kolejích museli svou hlasitost držet na uzdě, a proto nemohli použít basovou kytaru ani bubny.
Po absolvování univerzity se přestěhovali do města Cambridge, avšak své debutové album nahráli ve městě Brixton. Dva roky předtím, než podepsali smlouvu se společností Infecrious Records v roce 2011, strávili zkoušením.
Jméno skupiny ∆ je vyslovováno jako “Alt-J”, což je zkratka užívaná v systému společnosti Apple Mac OS X k vložení řeckého písmene Delta. "Alt-J" byli také krátce známi pod jmény 'Daljit Dhaliwal' a 'Films'.

## Hudební kariéra

### První nahrávky
Jejich první eponymní EP ∆ bylo nahráno s producentem Charlie Andrewem v Londýně a obsahuje skladby "Breezeblocks", "Hand-Made", "Matilda" and "Tessellate". 7" singl se skladbami "Bloodflood" a "Tessellate" byl vydán společností Loud and Quiet v říjnu 2011.
Jejich první nahrávkou se společností Infectious Records byl vinyl (tvarem připomínající triangl) s písněmi "Matilda"/"Fitzpleasure" a "Breezeblocks". Album vyšlo 18. září 2012 v Severní Americe prostřednictvím Canvasback Music. Jejich hudba je přirovnávaná ke kapelám jako jsou Hot Chip, Wild Beasts a Everything Everything. A to hlavně díky jejich dub-popovému zvuku ovlivněným folkem a alternativním rockem.

### An Awesome Wave
Jejich debutové album, An Awesome Wave, vyšlo 25. května 2012 a svým zvukem se blíží hned k několika hudebním žánrům (folk, rock bass, chytlavost pop, hip-hop beat, atmosféra trip-hopu, indie-rocková svižnost, electronic heavy synth riffy).
Skladby jsou spjaty s velmi osobními, občas zpovědními texty okořeněnými filmovými a literárním referencemi zahrnujíce film Hodný, zlý a ošklivý, Luc Bessonův film Léon: The Professional a Maurice Sendakovu knihu Where the Wild Things Are. Deska byla dokončena za tři týdny, v lednu roku 2012, kdy kapela přidala šest písní, které byly již dříve nahrané.
Album získalo v roce 2012 britskou Mercury Prize a bylo vyhlášeno albem roku 2012 rádiovou stanicí BBC Radio 6 Music. Tři skladby z tohoto alba se dostala do australské hitparády Triple J Hottest 100 - 'Something Good ' jako číslo 81, 'Tessellate' s číslem 64 a konečně 'Breezeblocks' na 3. příčce.
V únoru roku 2013 kapela ohlásila, že pracuje na soundtracku k filmu Leave To Remain režiséra Tobyho Jonese.

### This Is All Yours
Jejich druhé debutové album, This Is All Yours, vyšlo 22. září 2014. Žánry jsou dosti podobné, jako u alba předchozího. Album obsahuje skladbu s názvem "Bloodflood pt.II", která sdílí část textu s její první částí v albu "An Awsome Wave" a také část ze skladby "Fitzpleasure".

### RELAXER
Jejich 3. debutové album se jménem RELAXER vyšlo dne 2. června 2017. Zvukem se velmi liší od alb předchozích.

## Koncerty

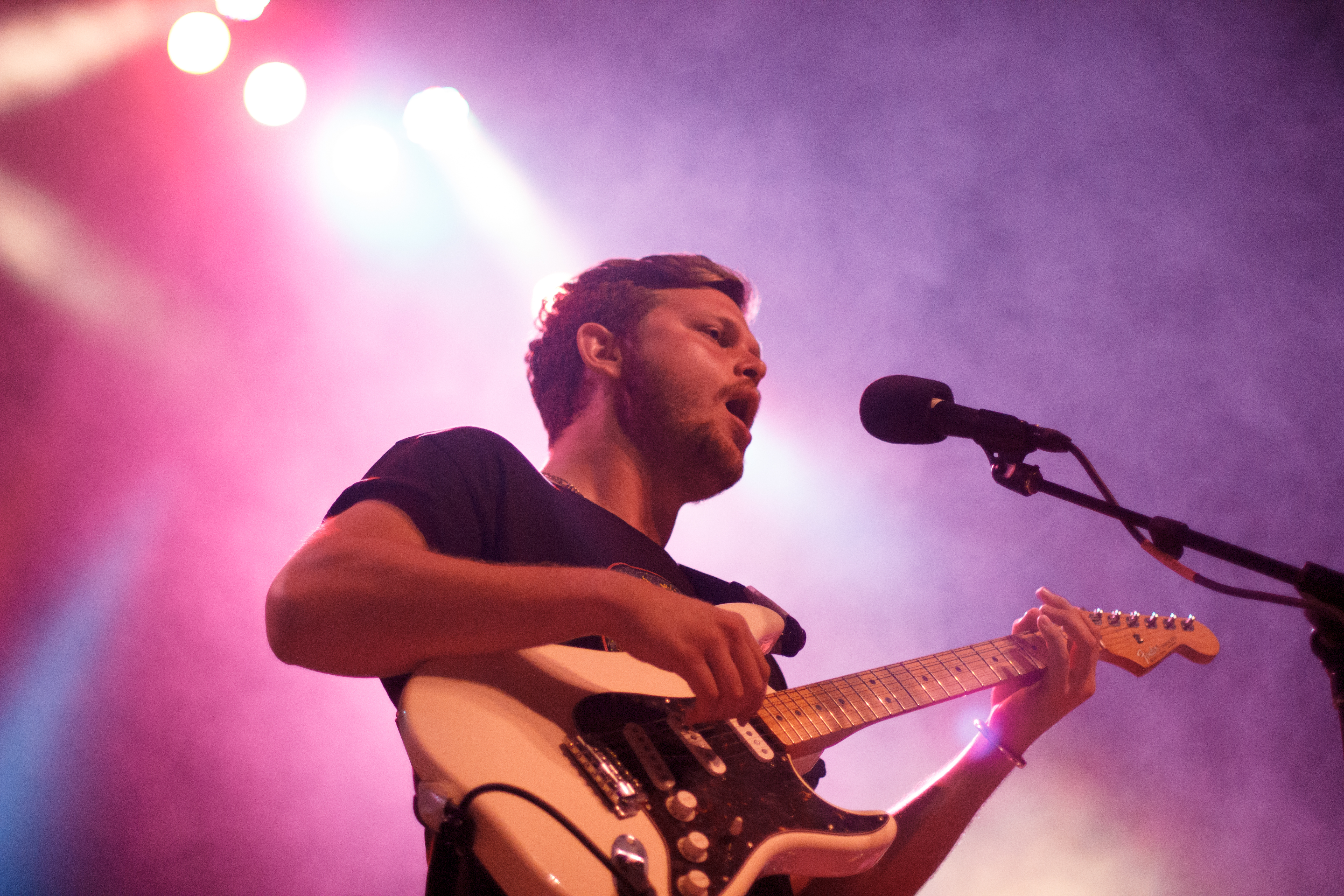
Joe Newman v roce 2012

∆ podpořili skupinu Wild Beasts na koncertní šňůře v Irsku a Anglii v dubnu 2012. Tour začala 24. května 2012 v Dublinu a skončila 1. června ve městě Bristol.
Skupina vystupovala na velkých letních festivalech zahrnujících Latitude Festival, Tramlines Festival, Bestival, Reading and Leeds Festivals, End Of The Road Festival, Milhões de Festa, T in the Park, Green Man Festival, Pukkelpop, A Campingflight to Lowlands Paradise, a Into The Great Wide Open.
∆ začali svoje vlastní turné v UK, konkrétně v Manchesteru 27. října 2012. Pokračovali v Birminghamu, Brightonu, Londýně, Oxfordu a Bristolu. Poslední vystoupení měli v Londyně 19. ledna 2013.
Alt-J potvrdili svou účast na festivalu v Readingu a Leedsu a na festivalu Optimus Alive! v červenci 2013. ∆ ohlásili, že budou hrát na festivalu Lanewey, který probíhá v Austrálii a v roce 2013 navštíví také Nový Zéland a Singapore. Vše vyvrcholí šesti koncerty v Evropě a poté bude následovat turné po Spojených státech a Anglii.
Dne 17. června 2015 skupina poprvé vystoupila v Česku, a to v pražských Žlutých lázních. O dva roky později vystoupili Alt-J na festivalu Colours of Ostrava. 9. června 2022 vystoupili v Holešovicích v Praze.

## Ocenění a nominace
V roce 2012 vyhrálo debutové album An Awesome Wave britskou cenu Mercury Prize Alt-J byli také nominování na 3 Brit Awards (Britský průlomový akt, Britské album roku a Britská skupina roku). Album An Awesome Wave bylo jmenováno albem roku 2012 stanicí BBC Radio 6 Music. Tři skladby se dostaly do australské hitparády Triple J Hottest 100, 'Something Good' jako číslo 81, 'Tessellate' na pozici 64 a 'Breezeblocks' obsadila 3. pozici. V roce 2013 získala debutová deska ocenění Album roku na The Ivor Awards.

## Diskografie

### Studiová alba
| Název             | Detaily alba | Umístění v hitparádách | Umístění v hitparádách | Umístění v hitparádách | Umístění v hitparádách | Umístění v hitparádách | Umístění v hitparádách | Umístění v hitparádách | Umístění v hitparádách | Certifikace                                                                                |
| Název             | Detaily alba | UK                     | AUS                    | BEL (Vl)               | BEL (Wa)               | DEN                    | FRA                    | NL                     | SWI                    | Certifikace                                                                                |
| ----------------- | --- | ---------------------- | ---------------------- | ---------------------- | ---------------------- | ---------------------- | ---------------------- | ---------------------- | ---------------------- | ------------------------------------------------------------------------------------------ |
| An Awesome Wave   | - Vydáno: 25. květen 2012 (UK/EA/AU) - 18. září 2012 (Severní Amerika) - Vydavatelství: Infectious Music, Canvasback Music - Formáty: CD, digitální stažení | 13                     | 9                      | 17                     | 51                     | 34                     | 45                     | 18                     | 80                     | - BPI: Platinová deska - ARIA: Zlatá deska - Music Canada: Zlatá deska - RIAA: Zlatá deska |
| This Is All Yours | - Vydáno: 22. září 2014 - Vydavatelství: Infectious Music                                                                                                   | 1                      | 2                      | 2                      | 7                      | 7                      | 5                      | 6                      | 3                      | - BPI: Zlatá deska - ARIA: Zlatá deska - Music Canada: Zlatá deska                         |
| Relaxer           | - Vydáno: 2. června 2017 - Vydavatelství: Infectious Music                                                                                                  |                        |                        |                        |                        |                        |                        |                        |                        |                                                                                            |

### EP
| Název       | Detaily alba                                                                  |
| ----------- | ----------------------------------------------------------------------------- |
| ∆ (Demo EP) | - Vydáno: 2011 - Společnost: Infectious Music - Formát: CD, digitální stažení |

### Singly
| Rok                                                   | Název                       | Nejvyšší umístění v hitparádě | Nejvyšší umístění v hitparádě | Nejvyšší umístění v hitparádě | Nejvyšší umístění v hitparádě | Nejvyšší umístění v hitparádě | Certifikace | Album           |
| Rok                                                   | Název                       | UK                            | UK Indie                      | AUS                           | FRA                           | US Alt.                       | Certifikace | Album           |
| ----------------------------------------------------- | --------------------------- | ----------------------------- | ----------------------------- | ----------------------------- | ----------------------------- | ----------------------------- | ----------- | --------------- |
| 2011                                                  | "Tessellate / Bloodflood"   | —                             | —                             | —                             | —                             | —                             |             | An Awesome Wave |
| 2012                                                  | "Matilda / Fitzpleasure"    | —                             | —                             | —                             | —                             | —                             |             | An Awesome Wave |
| 2012                                                  | "Breezeblocks"              | 75                            | 6                             | 41                            | —                             | 9                             | - AUS: Gold | An Awesome Wave |
| 2012                                                  | "Tessellate"                | 120                           | 6                             | —                             | —                             | —                             |             | An Awesome Wave |
| 2012                                                  | "Something Good"            | 76                            | 6                             | —                             | —                             | —                             |             | An Awesome Wave |
| 2012                                                  | "Matilda" (re-release)      | 83                            | 7                             | —                             | 6                             | —                             |             | An Awesome Wave |
| 2012                                                  | "Fitzpleasure" (re-release) | —                             | —                             | —                             | —                             | 27                            |             | An Awesome Wave |
| "—" označuje singl, který nebyl v dané oblasti vydán. |                             |                               |                               |                               |                               |                               |             |                 |

### Skladby použitě ve filmu
| Rok  | Skladba                             | Objevení                                                     |
| ---- | ----------------------------------- | ------------------------------------------------------------ |
| 2012 | "Buffalo" (společně s Mountain Man) | Silver Linings Playbook (Original Motion Picture Soundtrack) |